# Colégio Piracicabano
O Colégio Piracicabano é uma escola de ensino fundamental e médio localizada em Piracicaba, no interior do estado de São Paulo, Brasil. Foi fundado em 13 de setembro de 1881 pela missionária estadunidense Martha Watts, sendo a primeira instituição metodista de ensino do Brasil.

## História
A história do Colégio Piracicabano está ligada ao próprio desenvolvimento da cidade de Piracicaba. Em 1881, ano da fundação do Colégio, Piracicaba era uma pequena vila com casas simples e ruas de terra onde transitavam carroças e carros de boi. O Brasil, na época, era governado pelo imperador D. Pedro II e a escravidão não havia sido abolida. Entretanto, um grupo de pessoas progressistas trabalhava na cidade pela libertação dos escravos, pela implantação da República e pela criação de uma escola moderna para a juventude. Esse grupo era liderado pelos irmãos Manoel de Moraes Barros e Prudente de Moraes, ambos advogados e políticos influentes na região.

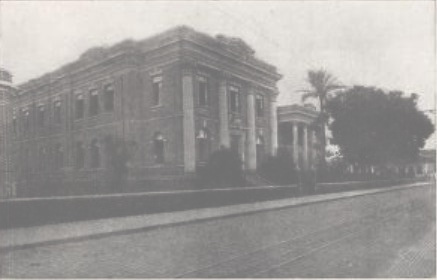
Prédio do Colégio Piracicabano em 1928

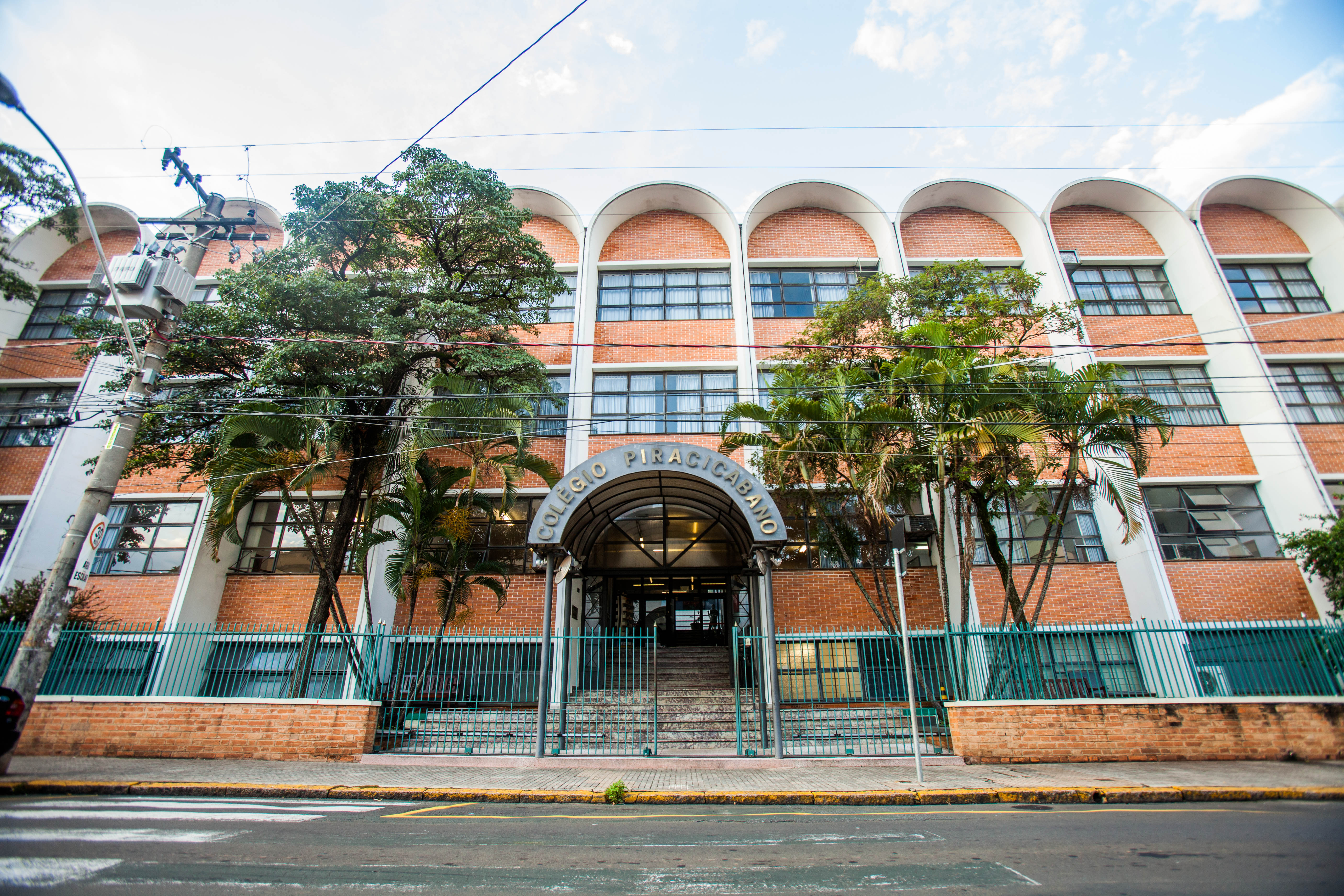
Fachada do Colégio Piracicabano

Os irmãos Moraes estabeleceram contato com os imigrantes norte-americanos de Santa Bárbara D'Oeste. Entre eles havia um pastor metodista chamado reverendo Newmann. Desta amizade surgiu a ideia de criar em Piracicaba uma escola moderna, aos moldes das escolas norte-americanas. Com o apoio político dos irmãos Moraes, em 13 de Setembro de 1881, a missionária americana Martha Watts inaugurou o Colégio Piracicabano com apenas uma aluna, chamada Maria Escobar.
A construção do prédio próprio, na esquina das ruas Boa Morte e D. Pedro II, ficou pronta em 1884. O belo casarão com tijolos à vista e telhas francesas impressionou a população e estimulou o sucesso da escola. O Colégio Piracicabano foi construído e sustentado pelas mulheres metodistas norte-americanas. O objetivo principal dessas mulheres era promover a educação feminina no Brasil. Por essa razão, até a década de 30 só havia internato para moças. A educação para meninos era em regime de externato. Somente em 1934 criou-se o internato masculino.
O currículo do Colégio Piracicabano oferecia desde os primeiros anos um variado elenco de disciplinas que eram muito à frente dos currículos de outras escolas da época. Por isso, logo após a Proclamação da República, Prudente de Moraes, que fora nomeado governador do Estado de São Paulo, implantou a reforma do ensino público tendo como modelo o sistema de ensino do Colégio Piracicabano.
Os anos se passaram e a escola cresceu e evoluiu com a cidade, que deixou de ser uma vila pobre para tornar-se um núcleo importante do desenvolvimento da região. Vários cursos foram criados ao longo da existência do Colégio Piracicabano para atender às necessidades educacionais da região, o que impulsionou a instituição a abrir seus cursos superiores, em 1964, e a Universidade Metodista de Piracicaba, em 1975.

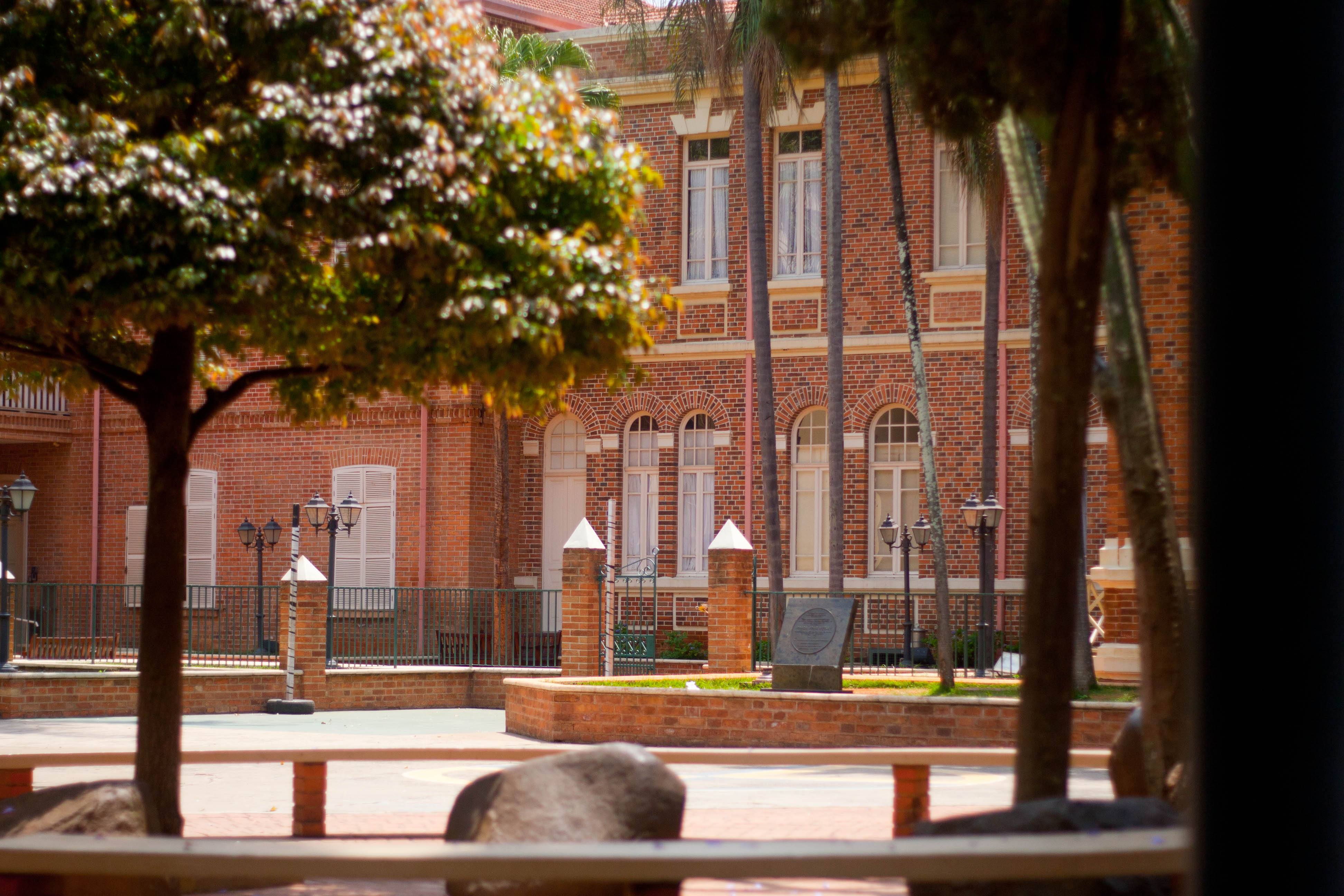
Pátio do Colégio Piracicabano

### Educação metodista no Brasil e no mundo
O Colégio Piracicabano faz parte de uma tradição em educação que foi iniciada pelo reverendo John Wesley, na Inglaterra, em 1748. Após essa data, foram criadas mais de 700 escolas metodistas pelo mundo, entre as quais o Colégio Piracicabano, que foi a primeira escola metodista do Brasil. A rede de escolas metodistas espalhadas hoje pelo Brasil e pelo mundo realiza intercâmbios permanentes de aprendizagens, atualizações e aperfeiçoamentos entre alunos e professores.